# RK-Bro
RK-Broは、アメリカ合衆国のプロレス団体、WWEに登場する、ランディ・オートンとリドルによるプロレス タッグチームである。

## 来歴
2021年4月19日、リドルがオートンのインタビューに割り込み、オートンとチームを作ることを提案した。しかし、オートンがその提案を拒否したためその日試合があった。結果はリドルが勝利した。翌週のロウでオートンがチームを作ることに賛成したため、RK-Broが結成された。

### ロウ タッグチーム王座
5月3日、AJスタイルズとオモスのタッグチームと対戦して勝利した。試合が終わるとオートンはリドルにRKOする。翌週AJスタイルズとオモスによって攻撃されているオートンをリドルが救ったことにより正式にチームが再開する。
サマースラム2021でAJスタイルズとオモスと対戦して勝利し、WWE・ロウ・タッグチーム王座になる。
サバイバー・シリーズ2021ではスマックダウンタッグチーム王座のウーソズと対戦して勝利した。
2022年1月10日、アルファ・アカデミー（チャド・ゲイブルとオーティス）と対戦して、敗北したことによりタイトルを失った。しかし、RK-Bro vsセス・ロリンズ＆ケビン・オーエンズvsアルファ・アカデミー（チャド・ゲイブルとオーティス)の試合で勝利し、再度WWE・ロウ・タッグチーム王座に輝く。
2022年4月15日RK-Broは、WWE・スマックダウン・タッグチーム王座であるウーソズと対戦することが発表された。

## 得意技
- RKO

## タイトル歴
WWE
- WWE・ロウ・タッグチーム王座 : 2回

## 入場曲
- Talk To Me 現在使用中